# فرودگاه رابینس فیلد
فرودگاه رابینس فیلد (به انگلیسی: Robbins Field) یک فرودگاه همگانی بهره‌برداری هوایی است که یک باند فرود آسفالت دارد و طول باند آن ۱۲۸۳ متر است. این فرودگاه در کشور ایالات متحده آمریکا قرار دارد و در ارتفاع ۳۴۷ متری از سطح دریا واقع شده است.